# Barbara Burford
Barbara Yvonne Veronica Burford, née le 9 décembre 1944 et morte le 20 février 2010, est une chercheuse médicale, fonctionnaire du Civil Service et écrivaine britannique. Elle est née en Jamaïque et a déménagé au Royaume-Uni à l'âge de 10 ans. Burford a fréquenté la Dalston County Grammar School et a étudié la médecine à l'Université de Londres.

## Biographie

### Enfance et éducation
Née en Jamaïque le 9 décembre 1944, elle est élevée par sa grand-mère jusqu'à l'âge de sept ans. En 1955, Burford a déménagé à Londres avec sa famille, où elle a fréquenté la Dalston County Grammar School, qui deviendra plus tard la Kingsland Secondary School (en). L'école est aujourd'hui connue sous le nom de Petchey Academy et se spécialise dans la santé, les soins et les sciences médicales. Burford s'est décrite comme une "descendante de trois diasporas différentes : africaine, juive et écossaise", tout en revendiquant son identité lesbienne. Burford est ouverte sur le fait d'être lesbienne, bien que cela ne soit pas largement connu jusqu'à ce que Stephen Maglott (1953-2016) publie un hommage biographique à Burford la décrivant comme une "personne LGBTQ distinguée de couleur/d'ascendance africaine".

### Carrière

#### Médicale
Burford rejoint le National Health Service en 1964 en tant que spécialiste de la microscopie électronique dans les hôpitaux d'enseignement postdoctoral. Elle a ensuite commencé à travailler à l' Institute of Child Health et à l'hôpital Great Ormond Street dans une équipe avec Sheila Haworth. Haworth est professeur de cardiologie du développement à l'Institute of Child Health et a été nommé en 2006 Commandeur de l'Ordre le plus excellent de l'Empire britannique pour ses services au National Health Service.

#### Écrivaine
Barbara est une écrivaine active, ayant écrit des pièces de théâtre, des nouvelles, des poèmes et des récits de science-fiction. L'anthologie A Dangerous Knowing : Four Black Women Poets, à laquelle Burford a contribué, a été la première anthologie publiée dans le domaine de l'écriture des femmes noires britanniques. L'anthologie a été décrite dans la revue universitaire Hecate comme "un cadeau" et un "témoignage de la profondeur du sentiment noir et du pouvoir complexe inhérent à l'amour noir". La pièce Patterns de Burford en 1984 a été commandée par le Changing Women's Theatre. Elle est centrée sur le travail des femmes et a été jouée au Oval Theatre de Londres.
The Threshing Floor (1986), une nouvelle éponyme et un recueil de nouvelles, figure dans de nombreuses listes de lecture d'écoles et de collèges à travers le Royaume-Uni, et des œuvres individuelles de la collection ont été republiées dans d'autres anthologies. Les écrits de Burford ont été inclus dans l'anthologie Daughters of Africa (éd. Margaret Busby, 1992).
Les œuvres de Burford sont sélectionnées à plusieurs reprises par la revue The Women's Review of Books comme des œuvres pouvant intéresser les lecteurs de la revue.

#### Égalité et diversité
En 1999, Burford est nommée directrice de l'égalité pour le ministère de la Santé, poste qu'elle a occupé jusqu'en 2002.

#### Université de Bradford
Burford a contribué à la création du programme d'apprentissage des soins de santé de Bradford, dirigé par l'Université de Bradford, qui est reconnu pour avoir contribué à transformer la diversité du personnel de santé de la ville.
Elle a reçu un doctorat honorifique en 2001 de l'Université de Bradford pour reconnaître ses contributions à l'égalité et à la diversité. Après sa retraite en 2005, Burford est devenue la première directrice adjointe du Centre pour l'inclusion et la diversité de l'université.

### Décès
Burford est décédé d'une insuffisance respiratoire le 20 février 2010. 
L'université de Bradford a créé une conférence annuelle à la mémoire de Barbara Burford, connue sous le nom de Barbara Burford Annual Memorial Lecture, dans le cadre de la conférence internationale annuelle Making Diversity Interventions Count (faire en sorte que les interventions sur la diversité comptent). La conférence est dirigée chaque année par l'un de ses collègues dans le domaine de l'égalité et de la diversité qui avait des liens directs avec Burford et son travail.
Le Barbara Burford Honor (Excellence in STEM) a été fondé en 2017 par le magazine britannique Gay Times dans le cadre des Gay Times Honours, une série de distinctions honorant les personnes LGBT qui ont fait une différence dans leur domaine. L'honneur inaugural Barbara Burford a été remporté par Rachel Padman, une conférencière transgenre en astrophysique de l'Université de Cambridge.

## Ouvrages
Pièces
- Patterns (1984)

Poèmes
- A Dangerous Knowing: Four Black Women Poets (1980)
- Dancing the Tightrope: New Love Poems by Women (1987)

Histoires courtes
- The Threshing Floor (1986)